# Hermas (växtsläkte)
Hermas är ett släkte i familjen flockblommiga växter. Det beskrevs av Carl von Linné 1753.

## Arter
Släktet omfattar nio arter, som samtliga förekommer i Sydafrika:
- Hermas capitata L.f.
- Hermas ciliata L.f.
- Hermas gigantea L.f.
- Hermas intermedia C.Norman
- Hermas lanata (Hill) Magee
- Hermas proterantha B.J.de Villiers
- Hermas quercifolia Eckl. & Zeyh.
- Hermas quinquedentata L.f.
- Hermas villosa (L.) Thunb.